# 薩摩翼竜

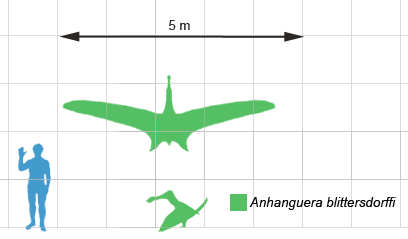
薩摩翼竜のサイズはアンハングエラに匹敵したと考えられる。

薩摩翼竜（さつまよくりゅう）は、鹿児島県長島町獅子島で発見された鹿児島県初発見の翼竜化石（白亜紀後期セノマニアン紀：約1億年前）。「サラリーマン化石ハンター」
の宇都宮聡がNHKの動物ドキュメンタリー番組「ダーウィンが来た!」の取材中に地層中から偶発的に発見した
。

## 概要
翼竜化石は中生代白亜紀（約1億年前）のもので脚の一部と考えられている。調査チームにより、「薩摩翼竜」と命名
された。近くの地層では2004年に首長竜（サツマウツノミヤリュウ）の化石も発見されており、研究チームによれば、近接した地層で発見された事例としては東アジアで最古級としている。
化石は長さ約7センチ、太さ約2・3センチの楕円（だえん）筒形。化石ハンターの宇都宮聡により、2020年11月19日に、鹿児島県長島町獅子島の海岸にある白亜紀の地層「御所浦層群」から発見された。東京都市大学の中島保寿准教授（古生物学）と宇都宮聡の研究チームが化石を分析した結果、翼竜の翼（前脚）か後ろ脚の一部分の骨化石と判明。
CTスキャンの解析で、表面は厚さ1～2ミリの骨で覆われ、内部は石化した泥が詰まっていた。生存時の骨内部は空洞で軽量化されていたとみられる。同じ時代の南アメリカに生息していた、翼を広げた長さが約4～5メートルの翼竜アンハングエラに匹敵する大きさと考えられるという。
白亜紀中期ごろの超温室と言われる温暖な時代における太平洋の生態系の一端が明らかになる発見として、中島保寿（東京都市大学：准教授）らによる研究が進められている。

### 論文
- 中島保寿, 宇都宮聡「鹿児島県長島町獅子島の白亜系御所浦層群から産出した翼竜類化石」『化石研究会会誌』第54巻、J-GLOBAL、2022年4月13日、2-60頁。